# Rolf Larsson (skådespelare)
Rolf Sigfrid Larsson, född 7 mars 1938 i Sankt Matteus församling, Stockholm, död 29 juni 2001 i Maria Magdalena församling, Stockholm, var en svensk skådespelare och regissör.
Larsson studerade 1963-1966 på Statens scenskola i Malmö. Han var först verksam vid Helsingborgs stadsteater där han i oktober 1966 debuterade som Löjnant Lukas i Den tappre soldaten Švejk av Jaroslav Hašek. 1967 engagerades han till Norrbottensteatern i Luleå där han året därpå kreerade huvudrollen Vladimir i Samuel Becketts absurdistiska skådespel I väntan på Godot med bland andra Håkan Serner och Sten Ljunggren. 
Han blev tidigt intresserad av regi och var i många år verksam som regissör vid sidan om karriären som skådespelare. 1970 satte han upp pjäsen Diskrummet av Lennart F. Johansson på Riksteatern med bland andra Anita Ekström, Fred Gunnarsson, Fylgia Zadig och Lars Green i rollerna.   
Under 1970- och 1980-talet var han även flitigt anlitad av TV-teatern som i Ett resande teatersällskap från 1972.  

## Filmografi

### Roller
- 1967 – Djungelboken
- 1967 – Roseanna
- 1967 – Puss & kram
- 1970 – Två man saknas
- 1972–1973 – Ett resande teatersällskap (TV-serie)
- 1974 – Upp med händerna (TV-serie)
- 1974 – Jo, skjut för fan!
- 1974 – Huset Silfvercronas gåta (TV-serie)
- 1975 – Den vita väggen
- 1975 – Tjocka släkten (TV-serie)
- 1977 – Ärliga blå ögon (TV-serie)
- 1977 – Psykningen
- 1980 – "Jag är bara en vanlig grabb ..."
- 1980 – Trollsommar
- 1980 – Flygnivå 450
- 1980 – Sinkadus (TV-serie)
- 1981 – Olsson per sekund eller Det finns ingen anledning till oro
- 1981 – Rasmus på luffen
- 1982 – Skulden (TV-serie)
- 1982 – Avgörandet
- 1983 – Öbergs på Lillöga (TV-serie)
- 1984 – Se upp för sjöjungfrur!
- 1984 – Lykkeland (TV)
- 1985 – Dödspolare
- 1998 – Ivar Kreuger (TV-serie)

### Regi
- 1975 – Bogserbåten
- 1977 – Som vänner...

## Teater

### Roller (ej komplett)
| År   | Roll          | Produktion                                                                              | Regi           | Teater                   |
| ---- | ------------- | --------------------------------------------------------------------------------------- | -------------- | ------------------------ |
| 1966 |               | Den tappre soldaten Svejk (Osudy dobrého vojáka Švejka za světové války) Jaroslav Hašek | Hans Bergström | Helsingborgs stadsteater |
| 1966 | Thyrsis       | Aria Da Capo Edna St. Vincent Millay                                                    | Hans Bergström | Helsingborgs stadsteater |
| 1966 | Sjukvårdare 1 | Picknick på slagfältet (Pique-nique en campagne) Fernando Arrabal                       | Hans Bergström | Helsingborgs stadsteater |
| 1967 | Tom Wingfield | Glasmenageriet (The Glass Menagerie) Tennessee Williams                                 | Per Sjöstrand  | Helsingborgs stadsteater |